# Fernando José Correia Brandão de Bettencourt Henriques de Noronha
Fernando José Correia Brandão de Bettencourt Henriques de Noronha (Funchal, Sé, 21 de Fevereiro de 1768 - Nápoles, 31 de Outubro de 1821), 1.º Visconde da Torre Bela, foi um militar, diplomata e empresário agrícola português.

## Família
Filho de António João Correia Brandão de Bettencourt de Noronha Henriques ou apenas Correia Brandão de Bettencourt Henriques (Funchal, Sé, bap. 4 de Outubro de 1723 - ?), Senhor do Morgado da Torre Bela, em Câmara de Lobos, parente do 1.º Barão, 1.º Visconde e 1.º Conde de Seisal, e de sua mulher (Funchal, São Pedro, 3 de Maio de 1760) Ana Rosa do Carvalhal Esmeraldo ou Esmeraldo de Vilhena (13 de Maio de 1736 - ?), prima-irmã do 1.º Conde do Carvalhal.

## Biografia
Foi Coronel do Regimento de Milícias da Calheta, que equipou e fardou à sua custa, e Proprietário na Ilha da Madeira, Senhor do Morgado e Vínculo da Torre Bela no Concelho de Câmara de Lobos. Seguiu a carreira diplomática e foi Enviado Extraordinário e Ministro Plenipotenciário de Portugal em Hamburgo, Estocolmo, Berlim, Viena e Nápoles. Era Conselheiro de Sua Majestade Fidelíssima e Comendador da Ordem de Cristo e da Ordem da Torre e Espada.
O título de 1.º Visconde da Torre Bela foi-lhe concedido por Decreto de 17 de Dezembro de 1812 de D. Maria I de Portugal sob D. João, Príncipe Regente. Armas: escudo partido, na 1.ª Correia e na 2.ª Henriques; timbre: Correia; Coroa de Visconde.

## Casamento e descendência
Casou a 22 de Outubro de 1792 com Emília Henriqueta Pinto de Sousa Coutinho (Londres, 11 de Agosto de 1775 - 5 de Novembro de 1850), Dama da Ordem de São João de Jerusalém, filha do 1.º Visconde com Grandeza de Balsemão, da qual teve quatro filhas e três filhos:
- Matilde Adelaide Correia Henriques de Noronha (23 de Agosto de 1793 - 2 de Novembro de 1835), casada com Frederico Augusto da Câmara Leme (1808 - ?)
- João Carlos Correia Brandão de Bettencourt Henriques de Noronha (17 de Setembro de 1794 - 7 de Julho de 1875), 2.º Visconde da Torre Bela
- Maria Carolina Correia Henriques de Noronha (Funchal, Sé, 20 de Outubro/Novembro de 1795 - Lapa (Lisboa), 19 de Novembro de 1869), casada no Funchal, Sé, a 22 de Novembro de 1812 com João Frederico da Câmara Leme Homem de Sousa (1789 - 6 de Novembro de 1847), com descendência
- Luís Augusto Correia Henriques de Noronha (6 de Março de 1797 - Lapa (Lisboa), 28 de Janeiro de 1847), solteiro e sem geração
- Emília Augusta Correia Henriques de Noronha (4 de Novembro de 1798 - 24 de Setembro de 1824), solteira e sem geração
- Fernando Correia Henriques de Noronha (22 de Março de 1800 - ?)
- Henriqueta Cristina Correia Henriques de Noronha (14 de Fevereiro de 1809 - ?), casada a 16 de Novembro de 1843 com seu primo-irmão Rodrigo Barba Alardo de Lencastre e Barros (Lisboa, São Mamede, 16 de Setembro de 1810 - 24 de Abril de 1865), 1.º Visconde do Amparo, com descendência